# マーク・クレイトン (1961年生のアメリカンフットボール選手)
マーク・クレイトン（Mark Clayton 1961年4月8日- ）はインディアナ州インディアナポリス出身のアメリカンフットボール選手。ポジションはワイドレシーバー。彼はダン・マリーノの好んだレシーバーであり、彼とマーク・デューパーはマーク・ブラザーズと呼ばれた。

## 経歴

### 選手時代
ルイビル大学から1983年のNFLドラフト8巡でマイアミ・ドルフィンズに指名されて入団した。
1年目の1983年にはほとんど活躍しなかったが、2年目の1984年にはこの年、5000ヤード以上を投げて、NFLのシーズンタッチダウン記録を更新する48TDを投げたダン・マリーノのエースターゲットとなり、73回のキャッチで1,389ヤードを獲得、当時NFL記録となる18TDレシーブをあげた。この記録は1987年にジェリー・ライスに破られたものの現在も歴代3位の記録となっている。1984年12月17日のダラス・カウボーイズとのマンデーナイトフットボールでは3TDをあげた。
1988年には自己ベストの86回のキャッチで1,129ヤードを獲得、NFLトップの14タッチダウンをあげた。この年、ニューヨーク・ジェッツ戦で10キャッチで153ヤードを獲得、2タッチダウンをあげた。ドルフィンズのレシーバーで10キャッチ以上、複数タッチダウンをあげた選手は2013年のリシャード・マシューズまで現れなかった。
1993年、1シーズンだけグリーンベイ・パッカーズでプレーし、現役を引退した。11シーズンで582回のキャッチで8，974ヤードを稼いだ。
現役引退した時点では、歴代13位のレシーブ数、14位タイのレシーブ獲得ヤード、6位のTDレシーブ数であった。
プロボウルに1984年、1985年、1986年、1988年、1991年の5回選出されている。
彼は現在もドルフィンズの通算レシーブTD記録（81）、通算レシーブ数記録、シーズンレシーブ獲得ヤード記録を保持している。

### 現役引退後
2003年に元同僚のマーク・デューパーと共にドルフィンズのリング・オブ・ホナーに選ばれた。
2005年にマリーノがプロフットボール殿堂に選出されて、カントンでの表彰を記念したスピーチを行った際にも群衆の中から走り寄って、パスを捕球した。

## 記録
1984年にマリーノからあげた18TDは、シーズン中同一QBからのTD記録としては、トム・ブレイディとランディ・モスが2007年に作った23TDに次いで歴代2位タイ（1994年のブレット・ファーヴとスターリング・シャープとのタイ記録）

## 人物
彼はダン・マリーノとブレット・ファーヴの2人からタッチダウンパスを受けた3人のうちの1人である。残りの2人はキース・ジャクソン、マーク・イングラムである。